# Kondrovo
Kondrovo (en russe : Кондрово) est une ville de l'oblast de Kalouga, en Russie, et le centre administratif du raïon de Dzerjinsk. Sa population s'élevait à 16 192 habitants en 2013.

## Géographie
Kondrovo est arrosée par la rivière Chan, un affluent de l'Ougra, et se trouve à 34 km au nord-ouest de Kalouga et à 151 km au sud-ouest de Moscou.

## Histoire
L'origine de la ville remonte à 1613. En 1790, une papeterie fut construite dans le village de Kondrovo et à la fin du XIXe siècle elle était célèbre pour la haute qualité de son papier. Kondrovo accéda au statut de commune urbaine en 1925 puis à celui de ville en 1938. Pendant la Seconde Guerre mondiale, Kondrovo fut occupée par l'Allemagne nazie du 9 octobre 1941 au 19 janvier 1942.

## Population
Recensements (*) ou estimations de la population
| 1926* | 1931  | 1959*  | 1970*  | 1979*  |
| ----- | ----- | ------ | ------ | ------ |
| 3 142 | 4 500 | 13 054 | 15 686 | 15 106 |

| 1989*  | 2002*  | 2010*  | 2012   | 2013   |
| ------ | ------ | ------ | ------ | ------ |
| 17 212 | 17 177 | 16 672 | 16 592 | 16 192 |

## Économie
La principale entreprise de la ville est la société Kodrovskaïa Boumajnaïa Kompaniia ou KBK (en russe : Кодровская бумажная компания ou КБК), une papeterie qui fabrique du parchemin, du papier-toilette, des carnets, des articles d'hygiène féminine.